# Corby Town FC
Corby Town FC is een Engelse voetbalclub uit Corby.
De club werd in 1948 opgericht als opvolger van het team van staalfabriek Stewarts & Lloyds. De bijnaam van de club werd als verwijzing daarnaar the Steelmen. Coby Town speelt in het Steelpark waar plaats is voor bijna 3900 toeschouwers. In 2008 promoveerde de club naar de Conference North, waar het vier seizoenen verbleef.